# Batalla de Kalbådagrund
La batalla de Kalbådagrund o Acció del 22 de juliol de 1713 fou una batalla naval entre l'Imperi Suec i el Tsarat Rus que va tenir lloc el 22 de juliol de 1713 prop dels esculls de Kalbådagrund. Fou un enfrontament poc rellevant de la Gran Guerra del Nord on els suecs obtingueren una victòria tàctica.

## Vaixells involucrats

### Suècia
- Verden 54 canons
- Osel 50 canons
- Estland 48 canons

### Rússia
- Poltava 54 canons
- Pernov 50 canons
- Randolf 50 canons
- Riga 50 canons
- Sv. Antonii 50 canons
- Vyborg 50 canons
- Esperans 44 canons
- Sv. Pavel 32 canons
- Sv. Petr 32 canons
- Samson 32 canons
- Shtandart 28 canons
- 2 brigs

## Antecedents
Una petita esquadra sota les ordres del comandant Carl Raab formada per tres vaixells de línia es trobaren una esquadra russa més nombrosa el dia 21 de juliol de 1713 prop de Gogland, que es va llençar a perseguir els suecs que es retiraren cap a l'oest.

## Batalla
El dia 22 de juliol els vaixells russos més ràpid assoliren l'esquadra sueca i obriren foc a llarga distància. La lluita fou intensa i es desenvolupà prop de Kalbådagrund i els baixos d'Yttre Hällkallan. Durant la lluita el vaixell insígnia de Raab, Ösel, encallà però pogué reincorporar-se al combat. Tres vaixells russos encallaren, podent tornar al combat dos d'ells, la tercera tripulació hagué d'abandonar i cremar el vaixell embarrancat.

## Conseqüències
Els vaixells suecs només patiren danys superficials i es retiraren a Helsinki. L'esquadra russa perdé el vaixell de línia de 50 canons Viborg.